# Kadastrale aanduiding
De kadastrale aanduiding of ook het kadastrale kenmerk is in Nederland het kenmerk van een kadastraal perceel. Het bestaat uit de naam van de kadastrale gemeente, de sectie en een nummer. Bijvoorbeeld
- Nijmegen C 1553:
gemeente = Nijmegen
sectie = C
perceelsnummer = 1553

Deze combinatie is uniek, dat wil zeggen dat deze slechts eenmaal wordt gebruikt. Een vervallen perceel is zo altijd traceerbaar. De vraag hoe het vroeger was is altijd op te lossen. Het kadaster houdt namelijk voor elk perceel bij uit welke vervallen percelen het is ontstaan en vermeldt voor vervallen percelen in welke nieuwe percelen deze zijn opgegaan. Dit wordt filiatie genoemd.
In appartementsgebouwen is de situatie wat gecompliceerder: kadastrale gemeente, sectie, complexnummer (meestal een perceelnummer), de letter 'A' (voor appartement), en een appartementsindex (een volgnummer).